# Listă de munți înalți din Europa
Listă cu cei mai înalți munți din Europa.
| Numele muntelui  | Înălțime | Lanțul muntos          | Stat                         | Notă                                                                                            |  |
| ---------------- | -------- | ---------------------- | ---------------------------- | ----------------------------------------------------------------------------------------------- |  |
| (Elbrus)         | 5.642 m  | Caucaz                 | Rusia (Euroasia)             | Este un munte controversat dacă e situat în Europa sau Asia.                                    |  |
| (Dykh-Tau)       | 5.205 m  | Caucaz                 | Rusia (Euroasia)             | Este un munte controversat dacă e situat în Europa sau Asia.                                    |  |
| Mont Blanc       | 4.808 m  | Alpii Savoyer, Alpi    | Haute-Savoie, Franța, Italia | Situați în regiunea Savoy la sud de lacul Geneva, unii îl consideră ca Alpii Pennini (Walliser) |  |
| Dufourspitze     | 4.634 m  | Alpii Walliser, Alpi   | Elveția, Italia              | -                                                                                               |  |
| Zumsteinspitze   | 4.563 m  | Alpii Walliser, Alpi   | Elveția                      | -                                                                                               |  |
| Liskamm          | 4.527 m  | Alpii Walliser, Alpi   | Elveția                      | -                                                                                               |  |
| Weisshorn        | 4.505 m  | Alpii Walliser, Alpi   | Elveția                      | -                                                                                               |  |
| Täschhorn        | 4.491 m  | Mischabelgruppe, Alpii | Elveția                      | -                                                                                               |  |
| Matterhorn       | 4.478 m  | Alpii Walliser, Alpi   | Elveția, Italia              | -                                                                                               |  |
| Grandes Jorasses | 4.208 m  | Alpii Savoyer, Alpii   | Franța                       | -                                                                                               |  |
| Alphubel         | 4.206 m  | Alpii Walliser, Alpi   | Elveția                      | -                                                                                               |  |
| Barre des Écrins | 4.102 m  | Alpii Dauphiné, Alpi   | Franța                       | -                                                                                               |  |
| Gran Paradiso    | 4.061 m  | Alpii Graici, Alpi     | Italia                       | -                                                                                               |  |
| Großglockner     | 3.798 m  | Hohe Tauern, Alpi      | Austria                      | -                                                                                               |  |
| Piz Palü         | 3.901 m  | Alpii de est, Alpi     | Elveția, Italia              | -                                                                                               |  |
| Wildspitze       | 3.774 m  | Alpii Ötztal, Alpi     | Austria                      | -                                                                                               |  |
| Piz Morteratsch  | 3.751 m  | Alpii de est, Alpi     | Elveția                      | -                                                                                               |  |
| Kitzsteinhorn    | 3.203 m  | Hohe Tauern, Alpi      | Austria                      | -                                                                                               |  |
| Mont Chaberton   | 3.136 m  | Alpi                   | Franța                       | -                                                                                               |  |

## Subdiviziunile Alpilor
- Alpii Ligurici, Alpii Dolomitici și Alpii Bergamezi - Italia
- Alpii Maritimi, Alpii Cotici și Alpii Graici - Italia și Franța
- Alpii Dauphiné - Franța
- Alpii Pennini - Franța, Italia și Elveția
- Alpii Lepontini, Alpii Retici și Alpii Bernina - Italia și Elveția
- Alpii Bernezi, Alpii Glarus - Elveția
- Alpii Rhatikon - Elveția, Liechtenstein și Austria
- Alpii Silvretta - Elveția și Austria
- Alpii Allgau, Alpii Bavariei și Alpii Salzburgului - Austria și Germania
- Alpii Otztal, Alpii Zillertal, Alpii Norici și Alpii Carnici - Austria și Italia
- Alpii Austriei și Alpii Stirici - Austria
- Alpii Iulieni - Italia și Slovenia